# Вінтіле-Воде
Вінтіле-Воде (рум. Vintilă Vodă) — село у повіті Бузеу в Румунії. Адміністративний центр комуни Вінтіле-Воде.
Село розташоване на відстані 125 км на північний схід від Бухареста, 36 км на північ від Бузеу, 102 км на захід від Галаца, 89 км на схід від Брашова.

## Населення
За даними перепису населення 2002 року у селі проживали 1127 осіб, з них 1126 осіб (99,9%) румунів. Усі жителі села рідною мовою назвали румунську.